# Gaya pilocarpa
Gaya pilocarpa är en malvaväxtart som beskrevs av Antonio Krapovickas. Gaya pilocarpa ingår i släktet Gaya och familjen malvaväxter. Inga underarter finns listade i Catalogue of Life.